# Pudahuel
Pudahuel (kiejtése: [puðaˈwel], mapudungun nyelven „medencék/víz helye” vagy „hely, ahol a sirályok gyülekeznek”) egy chilei község Santiago tartományban, a Santiago nagyvárosi régióban.

## Népessége
Az Országos Statisztikai Intézet 2017-es népszámlálása szerint Pudahuel területe 197,4 km2 és 230 293 lakosa van (112 412 férfi és 117 881 nő). A népesség 18%-kal (34 713 fő) nőtt a 2002-es és 2017-es népszámlálás között.

## Közlekedés
Itt található a főváros, Santiago repülőtere, az Arturo Merino Benítez nemzetközi repülőtér.

## Fordítás
Ez a szócikk részben vagy egészben  a   Pudahuel című angol Wikipédia-szócikk ezen változatának fordításán alapul.  Az eredeti cikk szerkesztőit annak laptörténete sorolja fel. Ez a jelzés csupán a megfogalmazás eredetét és a szerzői jogokat jelzi, nem szolgál a cikkben szereplő információk forrásmegjelöléseként.